# 溶解液
溶解液（ようかいえき）は酸性・アルカリ性・中性などの別を問わず、他の物質を溶解させることのできる液体の総称である。自然界では食虫植物（特にウツボカズラ種）の体内から分泌するものが最も強力なもののひとつとされている。人工物としては濃硫酸、王水等がある。
一般的には「何らかの物質（薬品など）を溶解させるための液体」という意味でこの言葉がよく用いられるが、この場合は目的となる物質により成分は様々である。

アニメやゲーム等のフィクション作品においては、女性キャラクターの衣服や、ブラジャーやパンティ等のランジェリーのみを溶かす液体などが多数登場している。